# Validadora

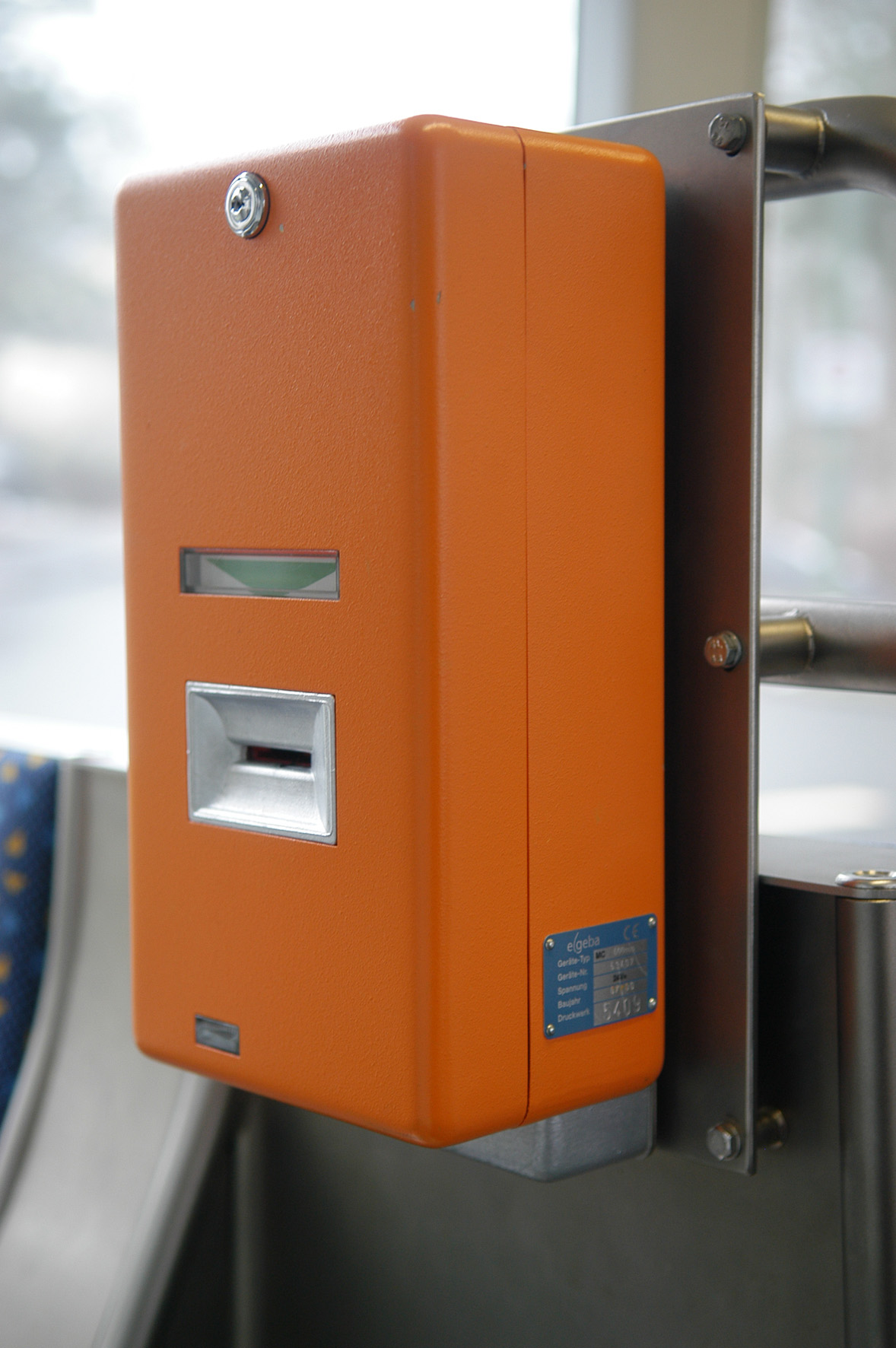
Validadora de transporte público

Una  validadora  o canceladora  es un dispositivo electromecánico diseñado para validar los títulos de transporte (billetes) emitidos por una empresa de transporte público.
Se puede encontrar instalada fija a los torniquetes (o integrada con los mismos) a nivel de la entrada de las estaciones de las diferentes líneas de metro o tren para poder controlar la entrada de viajeros en los recintos cerrados. Del mismo modo también se instalan en el transporte público de superficie como el autobús, el tranvía, etc. En estos dos últimos casos suele ir atornillada a una columna cerca del conductor que así puede escuchar el sonido emitido de aceptación de los certificados válidos, según van siendo validados por los pasajeros.

## Nota
- Datos: Q1345575
- Multimedia: Ticket markers / Q1345575